# Canonizare
Procesul de canonizare este ultima fază în cadrul procesului de recunoaștere a sfințeniei unei persoane în Biserică. În cadrul Bisericii Ortodoxe acest proces se mai numește și proslăvire. În cazul Bisericii Catolice, procesul de canonizare urmează după procesul de beatificare, după ce este recunoscută și a doua minune, după același procedeu folosit la beatificare.
Fericitul este declarat „Sfânt” într-o liturghie publică solemnă de canonizare și cultul său este extins peste tot unde există o comunitate de credincioși; se stabilește, de asemenea, și o dată în calendarul liturgic general în care se va face memoria acestui nou sfânt (poate coincide sau nu cu cea de la beatificare).